# Виґода (Ломжинський повіт)
Виґода (пол. Wygoda) — село в Польщі, у гміні Ломжа Ломжинського повіту Підляського воєводства.
Населення — 611 осіб (2011).
У 1975—1998 роках село належало до Ломжинського воєводства.

## Демографія
Демографічна структура станом на 31 березня 2011 року:
|          | Загалом | Допрацездатний вік | Працездатний вік | Постпрацездатний вік |
| -------- | ------- | ------------------ | ---------------- | -------------------- |
| Чоловіки | 308     | 72                 | 206              | 30                   |
| Жінки    | 303     | 60                 | 179              | 64                   |
| Разом    | 611     | 132                | 385              | 94                   |